# Гіпеш
Гіпеш (рум. Ghipeș) — село у повіті Харгіта в Румунії. Входить до складу комуни Мертініш.
Село розташоване на відстані 209 км на північ від Бухареста, 33 км на захід від М'єркуря-Чука, 149 км на схід від Клуж-Напоки, 69 км на північ від Брашова.

## Населення
За даними перепису населення 2002 року у селі проживали 156 осіб, з них 154 особи (98,7%) угорців. Рідною мовою 154 особи (98,7%) назвали угорську.